# Pavel Sanajev
Pavel Sanajev (russisk: Па́вел Влади́мирович Сана́ев) (født 16. august 1969 i Moskva i Sovjetunionen) er en russisk filminstruktør, manuskriptforfatter.

## Filmografi
- Poslednij uik-end (Последний уик-энд, 2005)[1][2]
- Nulevoj kilometr (Нулевой километр, 2007)
- Na igre (На игре, 2009)